# Muraidhoo
Muraidhoo (Dhivehi: މުރައިދޫ) is een van de bewoonde eilanden van het Haa Alif-atol behorende tot de Maldiven.

## Demografie
Muraidhoo telt (stand september 2006) 383 vrouwen en 358 mannen.